# Antoni Arabí i Serra
Antoni Arabí i Serra (Sant Rafel de sa Creu, Eivissa, 13 de novembre de 1953) és un exfutbolista eivissenc de les dècades de 1970 i 1980.

## Trajectòria
Arabí començà la seva trajectòria durant vuit anys als clubs SD Portmany i SD Eivissa. Arribà al RCD Espanyol el juny de 1978 procedent de la SD Eivissa juntament amb Jesús Luis Azpilicueta, després d'assolir amb l'equip balear l'ascens a Segona Divisió B. Ràpidament es feu amb la confiança dels entrenadors blanc-i-blaus. Inicialment la seva posició al camp era de centrecampista, fins que la temporada 1980-81, de la mà de José María Maguregui, començà a jugar com a lateral dret. A partir de la temporada 1982-83, després que marxés Rafael Marañón esdevingué capità de l'equip durant tres 3 temporades (1983-84 a 1985-86). En total jugà vuit temporades al club, disputant un total de 173 partits de lliga amb 7 gols marcats. El maig de 1986, en un partit davant el Celta de Vigo (2-0) de copa, patí un trencament del lligament lateral intern del genoll. Arabí concloïa contracte en 30 de juny i amb 32 anys no fou renovat, acabant la seva brillant etapa al club. El 22 d'agost de 1986, abans del Torneig Ciutat de Barcelona fou homenatjat pels seguidors i el club. Retornà a la seva illa natal per fitxar novament per la SD Eivissa, acabant la seva trajectòria al Portmany.
Un cop retirat continuà lligat al futbol eivissenc, com a director esportiu i entrenador. Entrenà clubs com el SD Portmany, el CF Sant Rafel i la Penya Esportiva Santa Eulària. També es dedicà a la política, dins del Partit Popular de Balears.